# Larry Vincent
Pour les articles homonymes, voir Vincent.
Larry Vincent (né le 14 juin 1924 au Massachusetts et mort le 9 mars 1975 à Burbank) est un animateur de télévision américain spécialisé dans la présentation de films d'horreur.

## Récompenses
- 1975 : Prix Inkpot (posthume)